# Вісконті
Вісконті (італ. Visconti — італійська середньовічна династія, яка протягом тривалого часу займалася об'єднанням Ломбардії, потім північної Італії, сприяла подоланню роздрібненості на Апеннінському півострові.

## Історія
Цей рід відомий з XI ст. Назва походить від титулу віконтів (віце-графів) Міланських. Папа римський Урбан IV призначив Оттоне Вісконті (1207–1295) архієпископом Міланським в 1262 році і з цього часу починається зріст могутності родини. Римські папи намагалися протиставити Вісконті інші міланські роди, перш за все делла Торре.
У 1277 році в битві при Дезіо Оттоне розбив прихильників делла Торре. Вісконті передав свою владу над єпархією внучатому небожеві, Маттео Вісконті (1250–1322). З цього часу династія на 200 років стала правлячою в Мілані. Маттео став капітаном (військовим командиром Мілонського ополчення) при Оттоне ще в 1287 році. У 1294 році король Німеччини Адольф Нассау за значну купу грошей зробив його імперським вікарієм в Мілані. З цього моменту Вісконті стають прихильниками партії ґібелінів. У 1302 році Маттео було вигнано з міста делла Торре, але у 1310 за допомогою імператора Генріха VII він повернув собі владу над містом.
За допомогою імператора Маттео Вісконті підпорядкував собі міста — П'яченцу, Бергамо, Лоді, Комо, Кремону, Алессандрію, Тортону, Павію, Верцеллу і Новару, поваливши місцевих володарів. Однак своїми діями викликав ненависть папи римського Іоанна XXII і йому довелося скласти звання імперського вікарія у 1317 році, щоб не стати суперником Папського престолу. Однак це не допомогло і в 1320 році Вісконті був звинувачений в єресі та чаклунстві, а проти міста був оголошений інтердикт. У травні 1322 році Маттео зрікся влади на користь свого сина Галеаццо I (1277–1328).
Лише онукові Маттео, Аццо (1302–1339) вдалося укласти мир з Римом. Аццо не залишив прямих спадкоємців і після його смерті виникли суперечки, тому було призначено два володаря — сини Маттео — Лукіно (1292–1349) і Джованні (1290–1354). Під час їх правління були знову захоплені території, втрачені під час конфліктів з Римом. У 1349 році, після смерті Лукіно, титул сеньйора Міланського став спадковим.
Джованні Вісконті, архієпископ і сеньйор Міланський, захопив в 1350-х роках Болонью і Геную. Після його смерті володіння Вісконті були розділені між трьома його небожами — Маттео (1319–1355), Бернабо (1323–1385) і Галеаццо (1321–1378). Останній знову захопив Павію, де у 1361 році заснував університет. Брати володарювали злагоджено і координували свою зовнішню політику та брали участь у всіх італійських війнах, переважно виступаючи проти Флоренції та Риму.

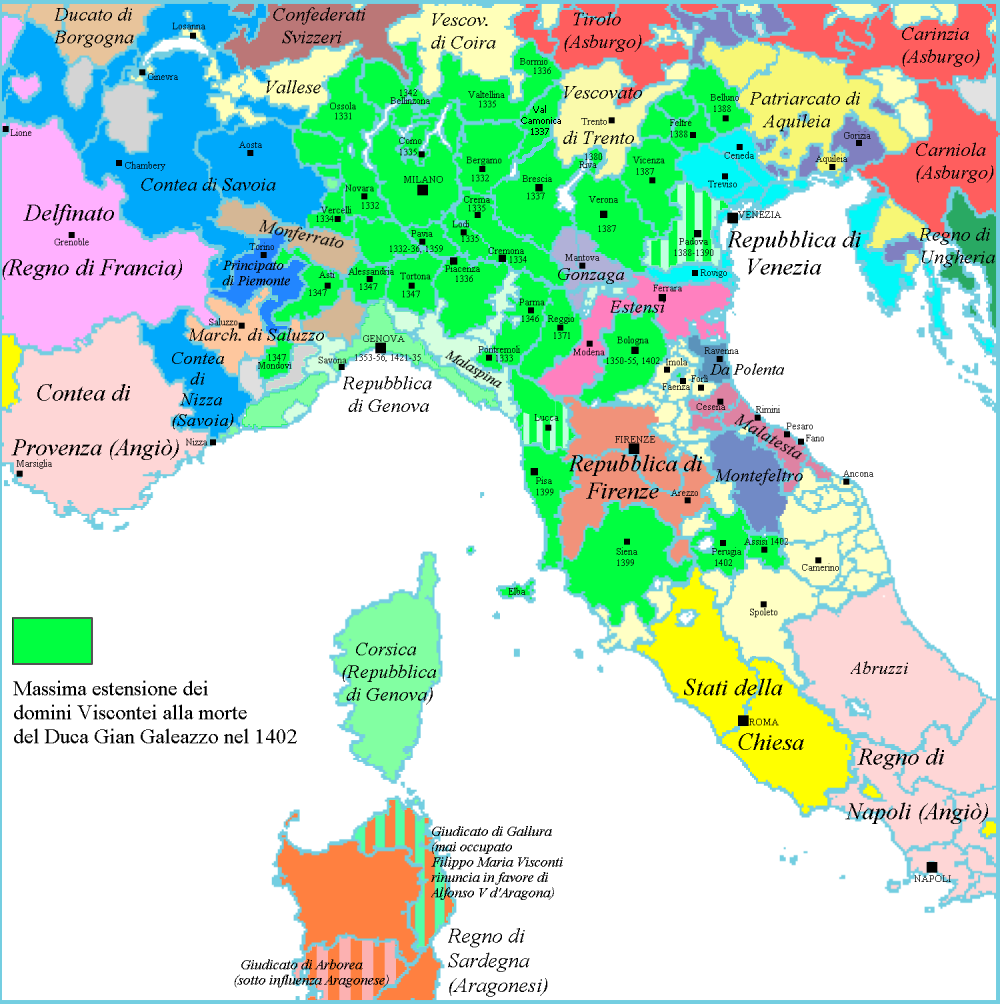
Володіння Вісконті у 1402 році (позначено зеленим кольором)

 У 1378 році, після смерті Галеаццо, Бернабо уклав угоду з французьким принцом Людовиком Орлеанським. Через це син Галеаццо, Джан Галеаццо, у 1385 році захопив Бернабо і кинув його до в'язниці, де той помер. При Джані Галеаццо влада Вісконті досягла свого найбільшого розмаху. Саме він започаткував династичні шлюби між Міланом та Францією. Джан був одружений з Ізабеллою Валуа, донькою Іоанна II Доброго, короля Франції. Його донька, Валентина, була дружиною герцога Людовіка Орлеанського. Вісконті потрапив під сильний вплив поета Петрарки, який був ще при дворі Галеаццо II й очолював бібліотеку Вісконті. У 1387 році Джан Галеаццо вигнав родину делла Скалла з Верони і захопив марку Тревізо. У 1395 році за величезний хабар імператор Венцель Люксембург надав йому титул князя Священної Римської імперії з титулом герцога Міланського. У 1399 році Піза і Сієна визнали його владу, а у 1400 році — Перуджа та Умбрія. У 1402 році, на час його смерті, Вісконті були герцогами Міланськими і графами Павійськими, маркграфами Верони і Тревізо, контролювали майже всю Північну Італію, Корсику, значну частину Тоскани. Лише Флорентійська республіка залишилася нескореною. Армія Вісконті воювала з нею, коли він помер від епідеї мору.
Усі його досягнення були втрачені за часи його старшого сина Джованні Марія (1388–1412). Вже у 1412 році того було вбито змовниками. Його брат, Філіпо Марія (1392–1447)намагався відродити політику батька. Він реформував уряд та військо, організував шовкову індустрію. Протягом усього періоду володарювання намагався повернути території, що належали Вісконті на момент смерті Джан Галеаццо Вісконті, але марно. Його донька Б'янка Марія (єдина спадкоємиця герцогства) у 1441 році вийшла заміж за кондотьєра графа Франческо Сфорца, який у 1450 році заснував нову династію герцогів Міланських.

## Бокові гілки

### Вісконті Модроне
Походить від Уберто Вісконті, подести Верчеллі та Комо, водночас брата Маттео I Вісконті. Його син Верчелліно Вісконті успадкував владу батька, розширивши статки родини. Його нащадки обіймали державні посаді як за правління в Мілані основної гілки, так й за часів династії Сфорца. Вони залишилися вірними Габсбургам, що у 1522 році приєднали Міланське герцогство до своїх володінь.
У 1683 році Нікколо Марія Вісконті завдяки шлюбу з Терезою Модроне отримав титул маркиза Вімодроне, а родина стала зватися Вісконті ді Модроне. У 1813 році імператор Франції та король Італії Наполеон I Бонапарт надав Карлу Вісконті ді Модроне титул герцога ді Граццано. У 1815 році цей титул підтверджено указом імператора Франца I Габсбурга. У 1837 році усі титули Карло успадкував його двоюрідний брат Уберто. До цієї гілки належить відомий режисер Лукіно Вісконті, син герцога Джузеппе Вісконті ді Модроне. Сьогодні володарем титулу є онук Джузеппе — Бернабо Вісконті ді Модроне.

### Вісконті Піза та Галлура
- Ламберто Вісконті
- Убальдо ІІ
- Джованні
- Ніно